# Dorymyrmex emmaericaellus
Dorymyrmex emmaericaellus är en myrart som beskrevs av Kusnezov 1951. Dorymyrmex emmaericaellus ingår i släktet Dorymyrmex och familjen myror. Inga underarter finns listade i Catalogue of Life.